# Erecops multispina
Genre
Espèce
Erecops multispina, unique représentant du genre Erecops, est une espèce d'opilions laniatores de la famille des Assamiidae.

## Distribution
Cette espèce est endémique de la région du Kilimandjaro en Tanzanie. Elle se rencontre vers Moshi.

## Description
Le mâle syntype mesure 3 mm et la femelle syntype 3 mm.

## Publication originale
- Roewer, 1940 : « Neue Assamiidae und Trogulidae. Weitere Weberknechte X. » Veröffentlichungen aus dem Deutschen Kolonial- und Übersee-Museum in Bremen, vol. 3, no 1, p. 1–31.